# إدغار مورايس
إدغار مورايس (بالبرتغالية: Edgar Morais‏) هو ممثل برتغالي، ولد في 25 يونيو 1989 في البرتغال.

## وصلات خارجية
- إدغار مورايس على موقع IMDb (الإنجليزية)
- إدغار مورايس على موقع قاعدة بيانات الفيلم (الإنجليزية)